# Ghelna castanea
Pour les articles homonymes, voir Attus castaneus.
Espèce
Synonymes
- Attus castaneus Hentz, 1846

Ghelna castanea est une espèce d'araignées aranéomorphes de la famille des Salticidae.

## Distribution
Cette espèce est endémique des États-Unis. Elle se rencontre au Texas, au Mississippi, en Floride, en Caroline du Nord, en Virginie et au Maryland.

## Publication originale
- Hentz, 1846 : Descriptions and figures of the araneides of the United States. Boston journal of natural history, vol. 5, p. 352-370 (texte intégral).